# Claude S. Hudson Award in Carbohydrate Chemistry
Le Claude S. Hudson Award in Carbohydrate Chemistry, appelé parfois simplement prix Hudson, est un prix remis depuis 1946 par l'American Chemical Society pour reconnaître une contribution exceptionnelle à la chimie des hydrocarbures. Il a été remis chaque année jusqu'en 1995. Depuis cette date, il n'est plus remis que les années impaires.

## Lauréats
- 1946 - Claude S. Hudson
- 1947 - Frederick J. Bates
- 1949 - Frederick W. Zerban
- 1950 - William B. Newkirk
- 1951 - William D. Horne
- 1952 - Melville L. Wolfrom
- 1953 - George P. Meade
- 1954 - Horace S. Isbell
- 1955 - Kenneth R. Brown
- 1956 - James M. D. Brown
- 1957 - Julian K. Dale
- 1958 - Hermann O. L. Fischer
- 1959 - W. Ward Pigman
- 1960 - Roy L. Whistler
- 1961 - John C. Sowden
- 1962 - Fred Smith
- 1963 - Nelson K. Richtmyer
- 1964 - Dexter French
- 1965 - C. G. Caldwell
- 1966 - Raymond Lemieux
- 1967 - W. Z. Hassid
- 1968 - Hewitt G. Fletcher, Jr.
- 1969 - John K. Netherton Jones
- 1970 - Norman F. Kennedy
- 1971 - Robert S. Tipson
- 1972 - Derek Horton
- 1973 - Roger W. Jeanloz
- 1974 - Wendell W. Binkley
- 1975 - Hans H. Baer
- 1976 - Sidney M. Cantor
- 1977 - Jack J. Fox
- 1978 - Michael Heidelberger
- 1979 - Arthur S. Perlin
- 1980 - George A. Jeffrey
- 1981 - Clinton E. Ballou
- 1982 - Stephen Hanessian
- 1983 - Bengt Lindberg
- 1984 - Laurens Anderson
- 1985 - Hans Paulsen
- 1986 - Gerald O. Aspinall
- 1987 - Stephen J. Angyal
- 1988 - Leslie Hough
- 1989 - Walter A. Szarek
- 1990 - Bertram O. Fraser-Reid
- 1991 - Per J. Garegg
- 1992 - Akira Kobata
- 1993 - Irwin J. Goldstein
- 1994 - J. F. G. Vliegenthart
- 1995 - Tomoya Ogawa
- 1997 - Samuel J. Danishefsky
- 1999 - Chi-Huey Wong
- 2001 - Yuan Chuan Lee
- 2003 - Robert J. Linhardt
- 2005 - David R. Bundle
- 2007 - Pierre Sinay
- 2009 - Peter H. Seeberger
- 2011 - Richard R. Schmidt
- 2013 - Laura L. Kiessling
- 2015 - Geert-Jan Boons
- 2017 - David Crich
- 2019 - Hung-Wen (Ben) Liu
- 2021 - Peng G. Wang, Yukishige Ito
- 2023 - James Paulson